# Anne Jepkemboi Kosgei
Anne Jepkemboi Kosgei (* 1980 im Uasin Gishu District, Provinz Rift Valley) ist eine kenianische Marathonläuferin.
2001 siegte sie beim San-Sebastián-Marathon in 2:31:19 h. Im Jahr darauf wurde sie Zweite beim Venedig-Marathon in 2:30:09. 2003 wurde sie Fünfte beim Rom-Marathon, Vierte beim Vienna City Marathon und Zweite bei der Maratona d’Italia.
Nach einem dritten Platz beim Mailand-Marathon 2006 gewann sie 2007 die Maratona d’Europa in Triest. 2007 und 2008 wurde sie erneut Zweite in Venedig. 2009 siegte sie beim Belgrad-Marathon und im vierten Anlauf mit ihrem persönlichen Rekord von 2:27:46 in Venedig.

## Persönliche Bestzeiten
- Halbmarathon: 1:10:17 h, 15. April 2007, Vigo
- Marathon: 2:27:46 h, 25. Oktober 2009, Venedig